# Hockey Novara 1979-1980
Questa voce raccoglie le informazioni riguardanti l'Hockey Novara nelle competizioni ufficiali della stagione 1979-1980.

## Maglie e sponsor
| 1ª divisa | 1ª div. portiere |

## Rosa
| N° | Naz.                  | Ruolo | Sportivo              |  |  |  |
| -- | --------------------- | ----- | --------------------- |  |  |  |
|    | Italia (bandiera)     | P     | Claudio Ario          |  |  |  |
|    | Italia (bandiera)     | E     | Beniamino Battistella |  |  |  |
|    | Italia (bandiera)     | E     | Roberto Borrini       |  |  |  |
|    | Italia (bandiera)     | E     | Brignoni              |  |  |  |
|    | Portogallo (bandiera) | E     | Jaime Cardoso         |  |  |  |
|    | Italia (bandiera)     | E     | Dionigi De Grandis    |  |  |  |
|    | Italia (bandiera)     | P     | Piergiorgio Givoni    |  |  |  |
|    | Italia (bandiera)     | E     | Giorgio Nanotti       |  |  |  |
|    | Italia (bandiera)     | E     | Mauro Rollino         |  |  |  |
|    | Italia (bandiera)     | E     | Roberto Scacchetti    |  |  |  |

- Allenatore:  Beniamino Battistella